# William Morgan (réalisateur)
Pour les articles homonymes, voir William Morgan et Morgan.
William M. Morgan (1899, Londres - 1964) est un réalisateur et monteur anglais émigré aux États-Unis.

## Filmographie

### Comme monteur
- 1932 : Strange Justice (en)
- 1933 : Man Hunt
- 1933 : Goldie Gets Along
- 1934 : Avec votre permission (By Your Leave) de Lloyd Corrigan
- 1934 : The Fountain
- 1934 : L'Empise (Of Human Bondage) de John Cromwell
- 1934 : This Man Is Mine de John Cromwell
- 1934 : Mademoiselle Hicks (Spitfire) de John Cromwell
- 1935 : Griseries (I Dream Too Much) de John Cromwell
- 1935 : Jalna de John Cromwell
- 1935 : Village Tale de John Cromwell
- 1935 : Murder on a Honeymoon
- 1936 : Gardez-les sous les verrous (Don't Turn 'em Loose) de Benjamin Stoloff
- 1936 : M'Liss
- 1936 : The Witness Chair (en)
- 1937 : Lady Behave!
- 1937 : The Wrong Road (en)
- 1937 : Tenth Avenue Kid
- 1937 : Sea Racketeers
- 1937 : Meet the Boyfriend (en)
- 1937 : Affairs of Cappy Ricks de Ralph Staub
- 1937 : Jim Hanvey, Detective
- 1938 : Down in Arkansas
- 1938 : Army Girl de George Nichols Jr.
- 1938 : La Loi de la pègre (Gangs of New York) de James Cruze
- 1938 : Invisible Enemy
- 1938 : Alerte au bagne (Prison Nurse) de James Cruze
- 1938 : Born to Be Wild
- 1938 : Tempête sur le Bengale (Storm over Bengal) de Sidney Salkow
- 1939 : Money to Burn
- 1939 : Main Street Lawyer
- 1939 : Sabotage
- 1939 : Flight at Midnight
- 1939 : Should Husbands Work?
- 1939 : The Zero Hour
- 1940 : Hit Parade of 1941 de John H. Auer
- 1940 : Girl from Havana (en)
- 1940 : Girl from God's Country
- 1940 : Les Déracinés (Three Faces West) de Bernard Vorhaus
- 1940 : L'Escadron noir (Dark Command) de Raoul Walsh
- 1945 : Désir de femme (Guest wife) de Sam Wood
- 1945 : It's in the Bag!
- 1946 : Mélodie du Sud de Harve Foster et Wilfred Jackson
- 1948 : Portrait of Jennie
- 1953 : Mystery Lake
- 1954 : Round Up of Rhythm
- 1955 : Tarantula ! de Jack Arnold
- 1956 : Demain est un autre jour (There's Always Tomorrow) de Douglas Sirk

### Télévision
- 1956-1957 : Lassie (11 épisodes)

### Comme réalisateur
- 1940 : Bowery Boy
- 1941 : La Prairie en feu (en) (Sierra Sue)
- 1941 : Le Passé du docteur Sanderson (Mercy Island)
- 1941 : Sunset in Wyoming (en)
- 1941 : The Gay Vagabond (en)
- 1941 : Le Sinistre Monsieur Hyde (Mr. District Attorney)
- 1942 : Secrets of the Underground
- 1942 : Les Cloches de Capistrano (en) (Bells of Capistrano)
- 1942 : Le Bandit démasqué (en) (Stardust on the Sage)
- 1942 : Home in Wyomin' (en)
- 1942 : Sérénade à Rio Grande (en) (Heart of the Rio Grande)
- 1942 : Gentleman Cow-boy (en) (Cowboy Serenade)
- 1943 : Alerte en Alaska (en) (Headin' for God's Country)
- 1947 : Coquin de printemps (prise de vue réelle uniquement)